# Febronia z Nisibis
Febronia z Nisibis – syryjska męczennica chrześcijańska, święta Kościoła katolickiego i prawosławnego.
Źródła informacji o tej świętej nie znajdują potwierdzenia w dokumentach historycznych, a powstały, jak przypuszczają bollandyści, w okresie sporów monofizytów z nestorianami. Pierwsze zapiski o męczeństwie Febronii znajdujemy w syryjskim opowiadniu (Passio) zredagowanym na przełomie V i VI wieku . Według współczesnych badaczy przekaz ten jest najprawdopodobniej fikcyjny, bez wartości historycznej .

## Legenda
Febronia miałaby być mieszkanką Nisibis i ofiarą prześladowań chrześcijan za czasów cesarza Dioklecjana (284–305). Przed trybunał trafiła odmawiając ucieczki. Była ze szczególnym okrucieństwem torturowana, a na koniec ścięta.
Kult świętej rozpowszechnił się dopiero w drugiej połowie VI wieku. Jest ona patronką Palagonii, gdzie też obdarzona jest szczególnym kultem. Wspomnienie liturgiczne w Martytrologium Romanum wypada 25 czerwca.